# Burg Lohra
Die Burg Lohra, auch Groß Lohra, Großlohra, Schlossberg, Löhra genannt, ist die Ruine einer Höhenburg in Großlohra im thüringischen Landkreis Nordhausen. Sie ist die Burg der Grafen von Lohra aus dem 12. Jahrhundert und mit einem hohen Anteil mittelalterlicher Bauten nahezu komplett erhalten. Besonders bedeutend ist ihre Doppelkapelle aus staufischer Zeit.

## Geschichte
Die Burg wurde im 11. Jahrhundert auf einem Bergsporn der Hainleite in 410 m ü. NN erbaut. Eine erste sichere Erwähnung der Burg erfolgte 1116. In jenem Jahr wurde ein Grafengeschlecht in der Person eines Berengar, Graf von Lare, erstmals urkundlich aufgeführt. Es wird jedoch vermutet, dass die Burg wesentlich älteren Ursprungs ist.

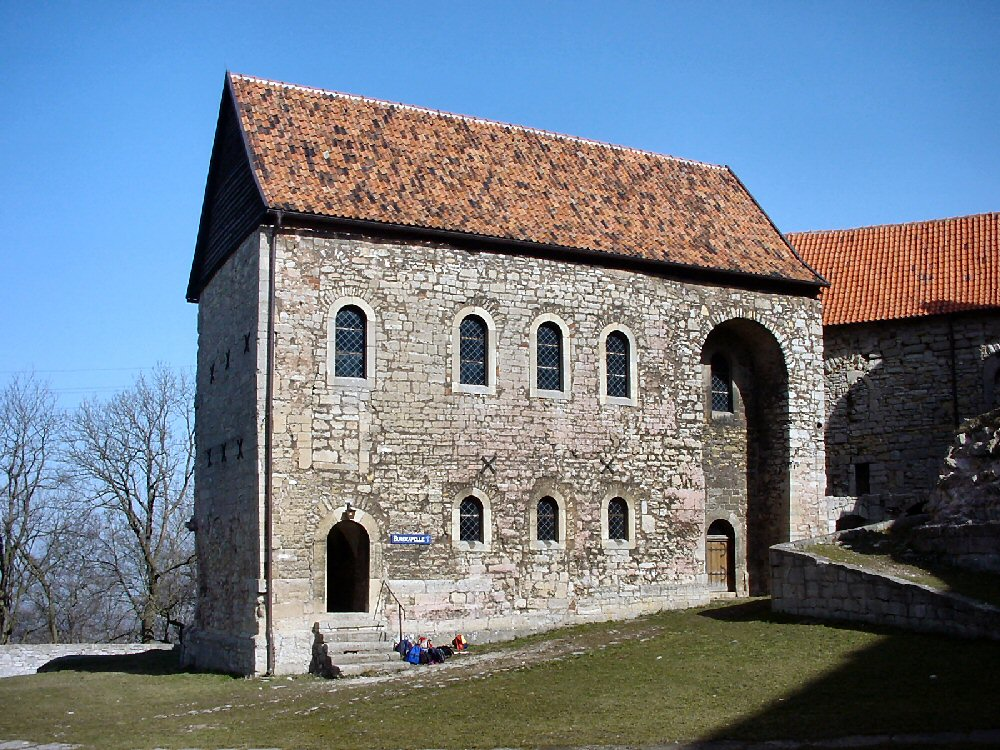
Doppelkapelle

Im gesamten 12. Jahrhundert war das Grafengeschlecht eng mit den Staufern verbunden. Die Grafen hatten verschiedene königliche Ämter inne, die sie in die Lage versetzten, in der zweiten Hälfte des 12. Jahrhunderts die Burg in großzügigem Stil auszubauen. Unter Graf Ludwig III. wurde ein großer Bergfried errichtet. Die Art der Steinsetzung am Turm lässt schlussfolgern, dass hier eine Bauhütte tätig war, die unter dem Einfluss der Hirsauer Bautradition stand. Ein weiteres besonderes Bauwerk stellt die Doppelkapelle dar. Sie ist eine zweistöckige Kapelle, deren Geschosse durch eine Öffnung in der Mitte verbunden waren. Die obere Etage diente der Herrschaft und die untere Etage den übrigen Burgbewohnern als Andachtsraum. Der Bauschmuck der Kapelle deutet auf Steinmetze hin, die auch im nahen Königslutter gearbeitet haben.
Reste eines Palas und eine außergewöhnlich starke Ringmauer bestätigen den Eindruck, dass die Grafen planten, eine repräsentative Burg zu errichten, die den Vergleich mit den nahe gelegenen landgräflich thüringischen Burgen Runneburg und Neuenburg nicht zu scheuen brauchte.
Anfang des 13. Jahrhunderts reißt die Geschichte der Grafen von Lohra ab. Graf Ludwig IV. hatte sich zusammen mit Landgraf Ludwig IV. auf einen Kreuzzug ins Heilige Land begeben und war dort wahrscheinlich umgekommen. Die Grafen von Lohra werden nach diesem Zeitpunkt nicht mehr erwähnt.
Die Grafen von Beichlingen übernahmen etwa 1227 Herrschaft und Burg. 1320 mussten sie Teile der Herrschaft an die Grafen von Hohnstein verkaufen. Diese residierten bis zu ihrem Aussterben 1593 auf der Burg. Unter den Hohnsteinern wurden mehrfach Verstärkungen an den Befestigungsanlagen, insbesondere zu Beginn des 15. Jahrhunderts, durchgeführt.
Während des Dreißigjährigen Krieges wurde die Burg mehrfach zerstört und wieder aufgebaut. Danach kam sie an Johann VIII. von Sayn-Wittgenstein-Hohenstein, anschließend an das Haus Hardenberg.
Seit 1712 war die Burg eine preußische Domäne. Es erfolgte eine Vielzahl von Umbauten, bei denen häufig die Kernburg als Steinbruch diente.
Von den 1960er bis in die 1990er Jahre kümmerte sich vor allem die 1908 geborene Clara Döring, auch bekannt unter dem Spitznamen „Burgfräulein“, um das gesamte Gelände. Mit der Hilfe vieler Freiwilliger führte die u. a. als Bodendenkmalpflegerin tätige Döring Instandhaltungsarbeiten durch. Außerdem führte sie zahlreiche Touristen über das Gelände und veröffentlichte Aufsätze über die Burg. 1992 verlieh ihr Bundespräsident Richard von Weizsäcker für ihre denkmalpflegerischen Tätigkeiten das Bundesverdienstkreuz. Clara Döring verstarb am 2. Juli 1994.
Seit 1992 kümmert sich der Weimarer Verein „Offene Häuser e. V.“ teilweise in Zusammenarbeit mit dem Arbeitskreis Denkmalpflege um die Erhaltung der Burg Lohra und bietet dort Übernachtungsmöglichkeiten für über 100 Personen. Die Burgkapelle wurde im Jahr 2000 mit Fördermitteln der Deutschen Stiftung Denkmalschutz saniert.